# یولاندا بنونوتی
یولاندا بنونوتی (ایتالیایی: Jolanda Benvenuti؛ ‏ ۱۵ ژانویهٔ ۱۹۰۸ – ۱۶ نوامبر ۱۹۸۱) تدوین‌گر اهل ایتالیا بود.
از فیلم‌هایی که وی در آن‌ها نقش داشته‌است، می‌توان به زندگی لئوناردو داوینچی، تارزانا، دختر وحشی، استرومبولی، گل‌های سنت فرانسیس، اروپا ۵۱، ما، زنان، ترس، ژاندارک بر صلیب، سفر به ایتالیا، ارواح – به سبک ایتالیایی، شیر یا خط و پسر عقاب سیاه اشاره نمود.